# Канада на Светском првенству у атлетици у дворани 2014.
Канада је учествовала на Светском првенству у атлетици у дворани 2014. одржаном у Сопоту од 7. до 9. марта петнаести пут, односно учествовала је на свим првенствима до данас. Репрезентацију Канаде представљало је девет такмичара (6 мушкарца и 3 жена), који су се такмичили у седам дисциплина.,
На овом првенству Канада је по броју освојених медаља делила 20. место са освојене две медаље (сребрна и бронзана). Поред медаља такмичари Канаде остварили су два национална рекорда, десет личних и два рекорда сезоне. У табели успешности према броју и пласману такмичара који су учествовали у финалним такмичењима (првих 8 такмичара) Канада је са 5 учесника у финалу заузела 18. место са 17 бодова.
| Плас. | Земља  | 1. место | 2. место | 3. место | 4. место | 5. место | 6. место | 7. место | 8. место | Бр. финал. | Бод. |
| ----- | ------ | -------- | -------- | -------- | -------- | -------- | -------- | -------- | -------- | ---------- | ---- |
| 18.   | Канада | 0        | 1        | 1        | 0        | 0        | 0        | 1        | 2        | 5          | 17   |

## Учесници
| Мушкарци: - T.J. Lawrence — 60 м - Гејвин Смели — 60 м - Nathan Brannen — 1.500 м - Камерон Левинс — 3.000 м - Мајкл Мејсон — Скок увис - Демијан Ворнер — Седмобој | Жене: - Jenna Westaway — 800 м - Никол Едвард Сифуентес — 1.500 м - Бријен Тајсен Итон — Петобој |  |

## Освајачи медаља (2)

### Сребро (1)
- Никол Едвард Сифуентес — 1.500 м

### Бронза (1)
- Бријен Тајсен Итон — Петобој

## Резултати

### Мушкарци
| Атлетичар      | Дисциплина | Лични рекорд | Квалификације | Квалификације | Полуфинале           | Полуфинале           | Финале                | Финале       | Детаљи |
| Атлетичар      | Дисциплина | Лични рекорд | Резултат      | Место         | Резултат             | Место                | Резултат              | Место        | Детаљи |
| -------------- | ---------- | ------------ | ------------- | ------------- | -------------------- | -------------------- | --------------------- | ------------ | ------ |
| T.J. Lawrence  | 60 м       | 6,60         | 6,74          | 5. у гр. 3    | Није се квалификовао | Није се квалификовао | Није се квалификовао  | 30 / 43 (44) |        |
| Гејвин Смели   | 60 м       | 6,60         | 6,63 КВ       | 3. у гр. 6    | 6,74                 | 8. у гр. 2           | Нису се квалификовали | 24 / 43 (44) |        |
| Nathan Brannen | 1.500 м    | 3:39,01      | 3:42,51       | 6. у гр. 2    |                      |                      | Нису се квалификовали | 13 / 22 (23) |        |
| Камерон Левинс | 3.000 м    | 7:41,59      | 7:44,04 КВ    | 5. у гр. 2    | 7:57,37              | 8 / 19 (20)          |                       |              |        |
| Мајкл Мејсон   | Скок увис  | 2,30         | 2,28 кв       | 3.            | 2,25                 | 8 / 12               |                       |              |        |

Седмобој
| Дисциплина   | Демијан Ворнер | Демијан Ворнер | Демијан Ворнер | Демијан Ворнер | Демијан Ворнер | Демијан Ворнер |
| Дисциплина   | Лич. рек.      | Резултат       | Бод.           | Плас.          | Укупно         | Плас.          |
| ------------ | -------------- | -------------- | -------------- | -------------- | -------------- | -------------- |
| 60 м         |                | 6,75 ЛР        | 973            | 2              |                |                |
| Скок удаљ    |                | 7,31 ЛРС       | 888            | 6              | 1.861          | 3              |
| Бацање кугле |                | 13,86 ЛР       | 720            | 8              | 2.581          | 4              |
| Скок увис    |                | 2,00 ЛР        | 803            | 7              | 3.384          | 5              |
| 60 м препоне | 7,69           | 7,70           | 1.059          | 2              | 4.443          | 4              |
| Скок мотком  |                | 4,60 ЛР        | 790            | 7              | 5.233          | 7              |
| 1.000 м      |                | 2:37,98 ЛР     | 896            | 2              |                |                |
| Седмобој     |                |                |                |                | 6.129 ЛР       | 7 / 8          |

### Жене
| Атлетичарка            | Дисциплина | Лични рекорд | Квалификације  | Квалификације | Финале                | Финале       | Детаљи |
| Атлетичарка            | Дисциплина | Лични рекорд | Резултат       | Место         | Резултат              | Место        | Детаљи |
| ---------------------- | ---------- | ------------ | -------------- | ------------- | --------------------- | ------------ | ------ |
| Jenna Westaway         | 800 м      | 2:01,89      | 2:03,52        | 5. у гр. 3    | Није се квалификовала | 15 / 17 (18) |        |
| Никол Едвард Сифуентес | 1.500 м    | 4:10,92      | 4:09,49 кв, ЛР | 3. у гр. 2    | 4:07,61 НР            |              |        |

Петобој
| Дисциплина   | Бријен Тајсен Итон | Бријен Тајсен Итон | Бријен Тајсен Итон | Бријен Тајсен Итон | Бријен Тајсен Итон | Бријен Тајсен Итон |
| Дисциплина   | Лич. рек.          | Резултат           | Бод.               | Плас.              | Укупно             | Плас.              |
| ------------ | ------------------ | ------------------ | ------------------ | ------------------ | ------------------ | ------------------ |
| 60 м препоне |                    | 8,13 ЛР            | 1.100              | 1                  |                    |                    |
| Скок увис    | 1,88               | 1,84 ЛРС           | 1.016              | 5                  | 2.129              | 2                  |
| Бацање кугле | 13,22              | 13,86 ЛР           | 785                | 6                  | 2.914              | 3                  |
| Скок удаљ    | 6,18               | 6,13               | 890                | 5                  | 3.804              | 3                  |
| 800 м        |                    | 2:10,07 ЛР         | 964                | 2                  |                    |                    |
| Петобој      |                    |                    |                    |                    | 4.768 НР           |                    |